# Gorogobius
Gorogobius  é um género de peixe da família Gobiidae e da ordem Perciformes.

## Espécies
- Gorogobius nigricinctus (Delais, 1951)
- Gorogobius stevcici (Kovacic & Schliewen, 2008)[3][4][5][6][7][8][9]